# مرگ آسیه پناهی
آسیه پناهی (درگذشتهٔ ۳۰ اردیبهشت ۱۳۹۹) زنی ۶۱ ساله اهل کرمانشاه، ایران بود که اندکی پس از مقاومت در برابر تخریب سرپناه خانواده‌اش با بولدوزرِ شهرداری درگذشت. این حادثه بازتاب گسترده‌ای در رسانه‌های اجتماعی ایرانی پیدا کرد.

## شرح ماجرا
در ۳۰ اردیبهشت ۱۳۹۹، مأموران واحد اجرائیات شهرداری کرمانشاه برای تخریب تعدادی از خانه‌هایی که حاشیه‌نشینان ظاهراً بدون مجوز در شهرک سجادیه ساخته بودند به محل رفتند و تعدادی خانه، از جمله اتاقکی را که آسیه پناهی و خانواده‌اش در آن سکونت داشتند، تخریب کردند. مأموران شهرداری و نیروهای کمکی آنها در درگیری با آسیه و دیگر حاشیه‌نشینانی که جلو تخریب خانه‌ها مقاومت می‌کردند، دست به خشونت زدند و از اسپری گاز فلفل استفاده کردند. در ویدئوی پخش شده از درگیری مأموران، پناهی در حالی که خود را در چنگک بیل مکانیکی انداخته است، دیده می‌شود. به گفتهٔ شاهدان عینی آسیه پناهی که دچار بیماری تنگی نفس بود، در مقابل اسپری فلفل «طاقت نیاورد». او در پی این ماجرا و در مسیر انتقال به کمپ «چشمه سفید» درگذشت. شهردار وقت کرمانشاه علّت مرگ را «ظاهراً حملهٔ قلبی» اعلام کرد امّا رئیس سازمان پزشکی قانونی گفت علّت مرگ تا یک ماه بعد از حادثه اعلام خواهد شد.

### نظر رسمی پزشکی قانونی
در نهایت در ۳ تیر ۱۳۹۹، مدیر کل پزشکی قانونی استان کرمانشاه مدّعی شد که علّت مرگ «بیماری حاد قلبی» بوده است. او در ادامه اضافه کرد: «اگر مقام قضایی تشخیص دهد که رابطه سببیت بین استرس، بیماری و فوت این شخص وجود داشته و باید این موضوع بررسی شود، مجدداً این رابطه را هم بررسی خواهیم کرد.».

## پیامدها
رئیس کلّ دادگستری کرمانشاه در ۱۰ خرداد ۱۳۹۹ از بازداشت رئیس و معاون اجراییات شهرداری کرمانشاه، به علاوه مسئول امور حقوقی شهرداری خبر داد. دو روز بعد درویشیان، رئیس سازمان بازرسی کل کشور دربارهٔ این حادثه و مرگ آسیه پناهی گفت: «مأموران شهرداری فاقد دستور قضایی تخریب بودند و برای این که مقاومت آسیه پناهی را بشکنند تا مانع تخریب آلونک نشود، از اسپری فلفل غیرمجاز استفاده کرده‌اند.» به گفتهٔ درویشیان حکمی که مأموران شهرداری با استناد به آن این تخریب‌ها را انجام داده‌اند، صرفاً برای جلوگیری از ساخت و ساز غیرمجاز صادر شده و برای تخریب نبوده است و این موضوع هم یکی از موارد اتهام بازداشت‌شدگان است.
در ۱۳ خرداد سعید طلوعی، شهردار کرمانشاه گفت: «همه در مرگ آسیه پناهی مقصر هستیم، برخورد اشتباه بوده و این اشتباه را می‌پذیرم.» او قول یک آپارتمان در مسکن مهر را هم به دختر و نوهٔ آسیه پناهی داد. طلوعی در یک مصاحبهٔ رادیویی گفت که خانوادهٔ پناهی برای این زمین ۹۶۰ متری که اتاقک‌شان در آن قرار داشت، قولنامه‌ای ارائه کرده‌اند که صحت و سقم آن هنوز مشخّص نیست. به گفتهٔ او این زمین طبق برآوردهای کارشناسی حدود ۲ میلیارد تومان قیمت دارد ولی چون در حریم فضای سبز، مسیل و دکل‌های برق فشار قوی است مجوّز ساخت به آن تعلُق نمی‌گیرد. خانوادهٔ پناهی می‌گویند «او این اتاقک را (که تنها ۴ روز بود ساخته شده‌بود) با اجازهٔ یکی از کارمندها یا شهردار منطقهٔ ۳ کرمانشاه به‌طور موقت بنا کرده بود تا این‌که بعدها بتواند خانه‌ای کرایه کند».
در ۷ بهمن ۱۳۹۹ اعلام شد که متهمان پروندهٔ مرگ آسیه پناهی، علاوه بر پرداخت دیه به ۱۸ ماه حبس تعلیقی محکوم شده‌اند.